# کوته دی پابلو
 کوته دی پابلو(زاده ۲ سپتامبر ۱۹۷۹) (به انگلیسی: Cote de Pablo) بازیگر و خواننده آمریکایی -شیلیایی است.
اودر سریال ان‌سی‌آی‌اس بازی کرده‌است.